# Alvin Langdon Coburn

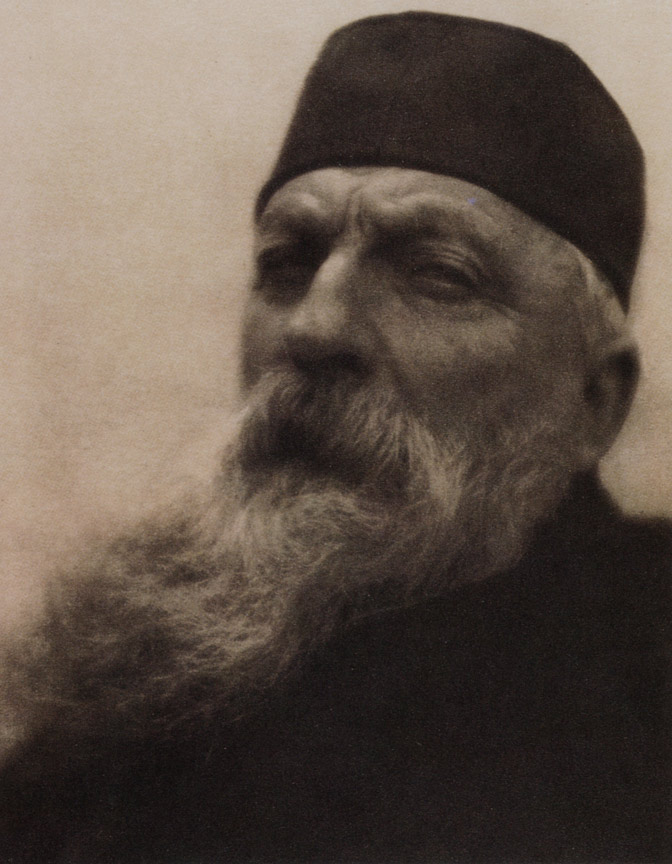
"Rodin", por Alvin Langdon Coburn.

Alvin Langdon Coburn (1882, Boston, Estados Unidos-1966, Gales, Reino Unido) Miembro del grupo "Photo-Secession" desde 1904, optó por retratar la ciudad a diferencia de otros de los componentes del grupo, que se especializaron en retratos, desnudos y paisajes más típicos de la fotografía pictorialista.
Junto con Steichen y Stieglitz entre otros, encontraba sus temas fotográficos en los puentes y los rascacielos, consecuencia de la vitalidad de la vida urbana durante los primeros años del siglo XX. Consideraba la cámara como el único instrumento, y la fotografía el único medio capaz de retener los constantes cambios de la ciudad moderna.
La variedad de su temática animó las actividades del grupo Secession durante sus primeros años, a pesar de sus constantes viajes a Inglaterra. Aunque su fuerte eran las platinotipias y copias en goma bicromatada también trabajó el grabado, de tal manera que en 1909 abrió su propia imprenta en Londres.
Utilizó una visión abstracta, nunca antes utilizada. Publicó libros sobre sus fotograbados. Pero a partir de 1917 su nueva afición por la fotografía mística y religiosa le hizo apartarse de la línea con la que se hizo famoso. 

## Platinotipias
Un platinotipo es una técnica que también es conocida como Platino, Paladio o Paladiotipo y cuyo máximo empleo data de la época comprendida entre 1890 y 1920. 
William Wellis inventó este procedimiento en 1873 usando sales de platino y de hierro, estas últimas sensibles solo lo suficiente para obtener positivos. Tienen la imagen embebida en el soporte del papel (por carecer de emulsión), un característico negro neutro con excelente gama de tonos en los grises medios, aunque pueden aparecer en otros colores (pardos, verdes, rojos y azules).
Debido a la estabilidad de este metal, la conservación de la imagen es excelente, no así del soporte primario o de papeles a su alrededor que suelen encontrarse dañados por el efecto catalizador del platino en reacciones de deterioro. El paladio es un proceso similar.